# Río Chroma
El río Chroma , también transliterado como Hroma o Khroma, (del ruso: река Хрома), es un río costero de Rusia que discurre por la parte nororiental de Siberia y que desemboca en el mar de Siberia Oriental, al este del río Yana y al oeste del Indigirka. Tiene una longitud de 685 km (711 km con sus fuentes) y drena una cuenca de 19.700 km². Administrativamente, todo el curso y la cuenca del Chroma pertenecen a la República de Saja (Yakutia), uno de los sujetos federales de la Federación Rusa.

## Geografía
El Chroma nace más allá del círculo polar ártico, a una altura de 88 m en la vertiente septentrional de las Alturas Polousnyj, de la confluencia de sus dos fuentes, el Tėmtėkėn (Тэмтэкэн) y el Nemalak-Arangas (Немалак-Арангас). (La más larga de las dos fuentes es el Temteken, de 26 km, siendo entonces la longitud total del Chroma-Temteken de 711 km.) El río Chroma discurre con dirección prevalentemente nororiental, primero en una zona de bosque-tundra y luego en la tundra llana y pantanosa de la llanura del Jana y del Indigirka, en una zona con un curso tremendamente anastomosado. Finalmente termina, con algo menos de un kilómetro de ancho en el estuario, de unos 130 kilómetros de longitud, que desagua en la bahía del Chroma (Хромская Губа, Chromskaja Guba) en el mar de Siberia Oriental. Por encima del estuario, el Chroma tiene unos 200 m de ancho y unos 3,0 m de profundidad, con un caudal de 0,2 m/s.
Sus afluentes más importantes, ambos por la izquierda, son el Tenkeli (con una longitud de 119 km), y el Urjung-Ulach (de 314 km y con una cuenca de 6210 km²), que le aborda casi en la desembocadura. En la cuenca del Chroma, hay más de 8000 lagos con una superficie total de 1330 km².
El río fluye en un área virgen, de clima rígidisimo, lo que explica la ausencia casi total de asentamientos humanos a lo largo de sus orillas. Permanece helado desde finales de septiembre hasta finales de mayo.

## Humedales
Los humedales Kytalyk, situados entre el Chroma y el río Sundrun (Área interfluvial Chroma-Sundrun) son un área de importancia ecológica, proporcionando un hábitat favorable para muchos animales raros. La región está prácticamente deshabitada y lleno de lagos y pantanos. Especies como el reno, la grulla siberiana, la grulla canadiense, el archibebe fino y la gaviota de Ross son abundantes en los humedales del río Chroma. También se encuentran en el área interfluvial Chroma-Sundrun el ánsar careto chico, el ganso de Brent, cisne chico o de Bewick y el eider de anteojos.
La minería de oro y estaño que se llevan a cabo río arriba están afectando a la ecología de la región, ocasionando la destrucción de algunos hábitats de peces y aves.